# Vẹt mào Philippines
Vẹt mào Philippines, tên khoa học Cacatua haematuropygia, là một loài chim trong họ Cacatuidae.

## Hình ảnh

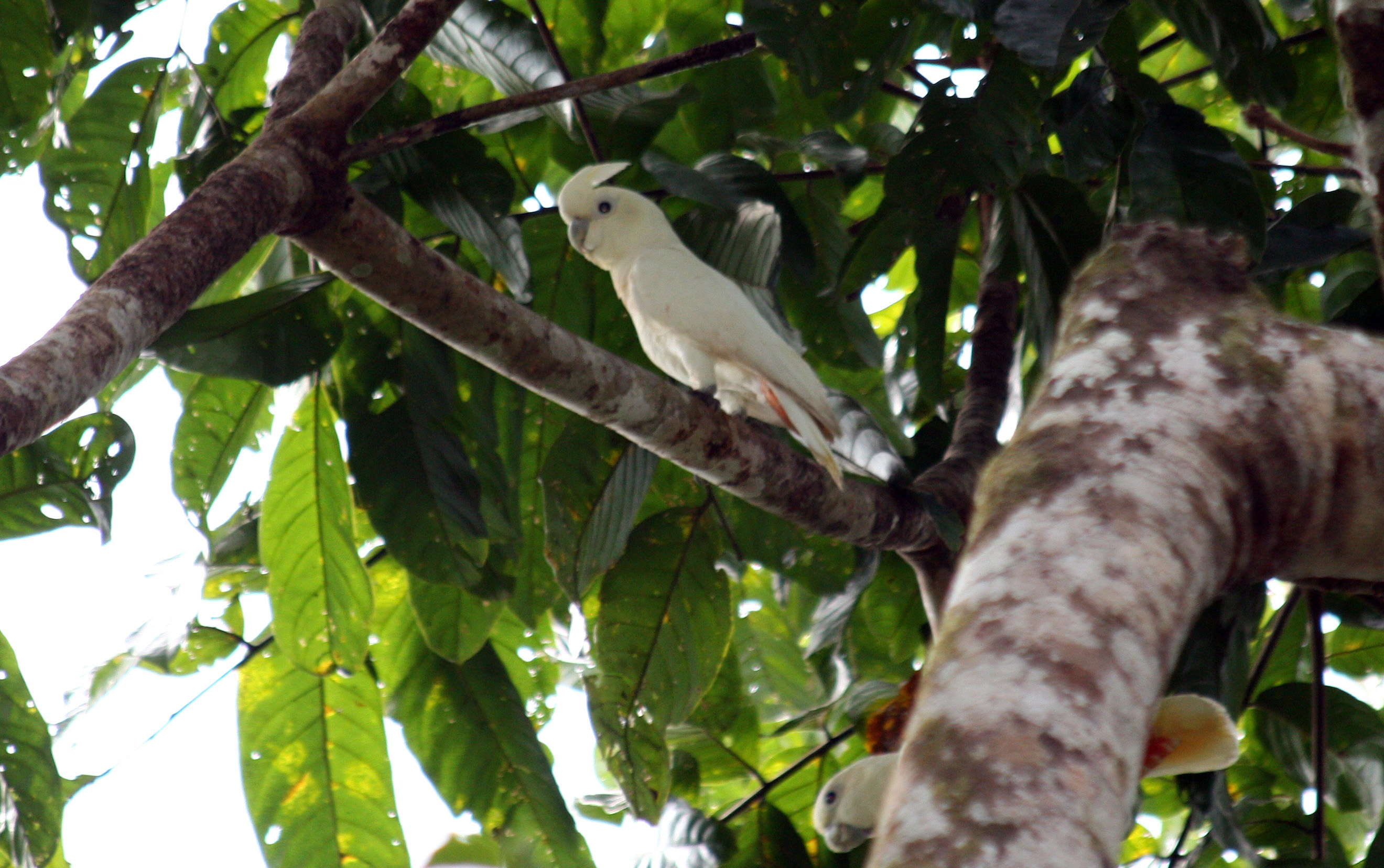
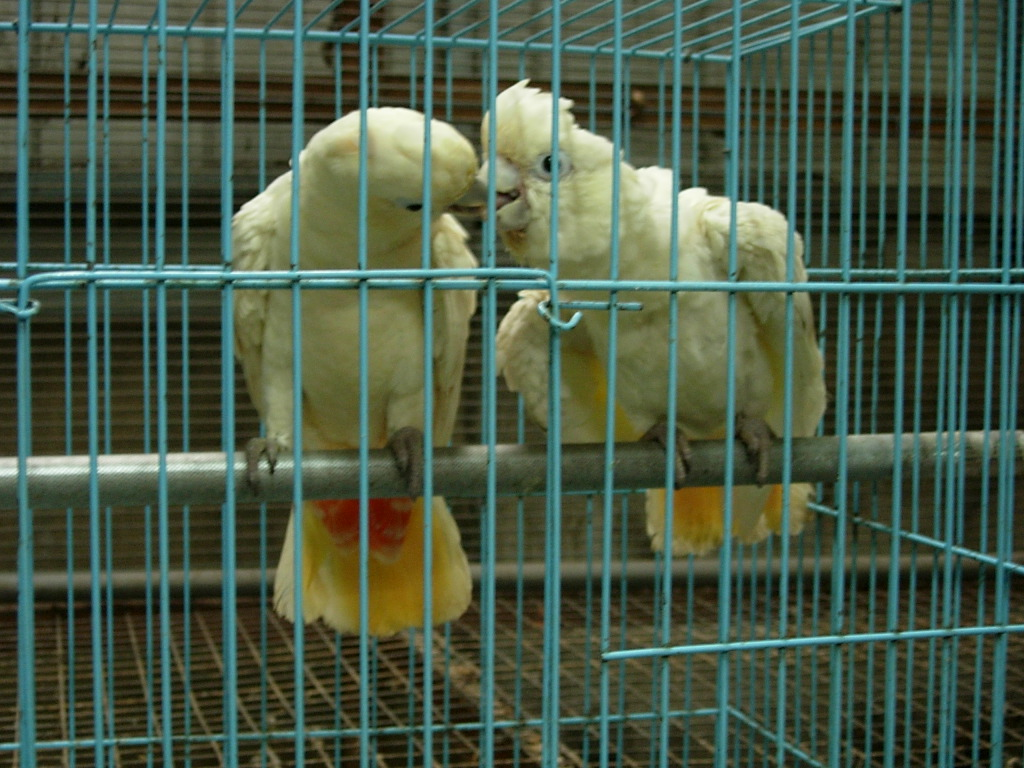
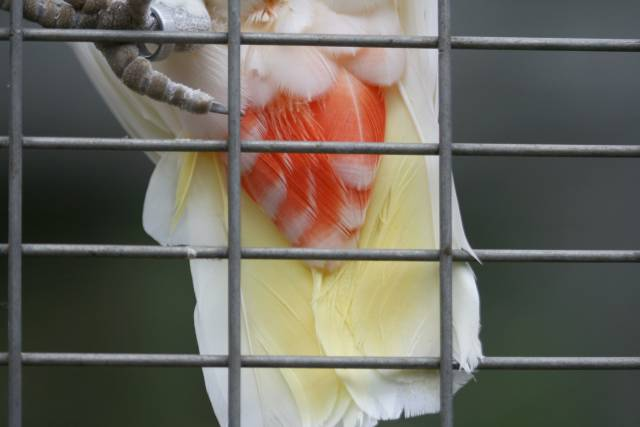
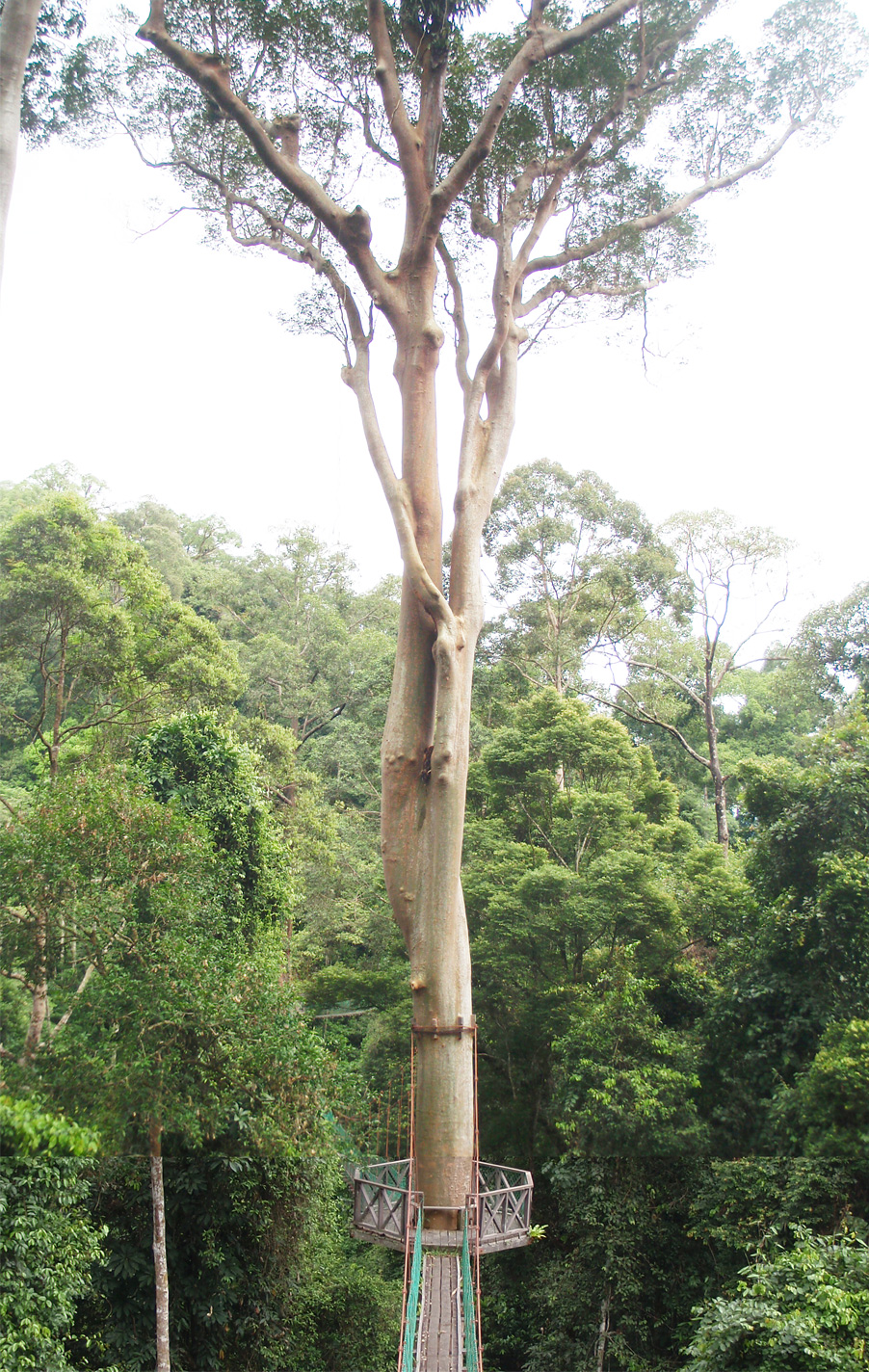
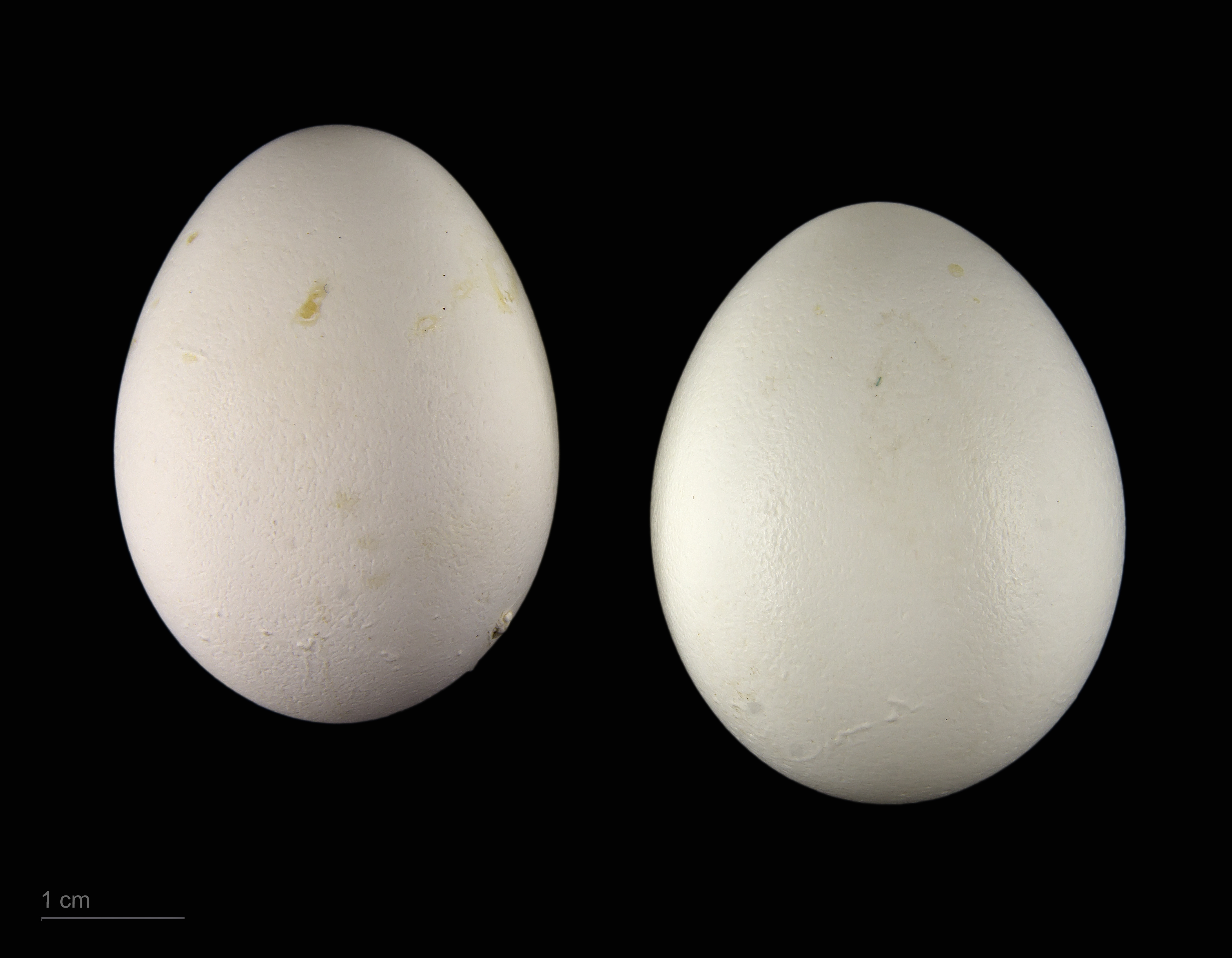
Museum specimen